# Гюнтер Гумпріх
Гюнтер Гумпріх (нім. Günther Gumprich; 6 січня 1900, Штутгарт — 17 жовтня 1943, Жовте море) — німецький офіцер, капітан-цур-зее крігсмаріне. Кавалер Лицарського хреста Залізного хреста.

## Біографія
В липні 1916 року вступив на флот. Учасник Першої світової війни. Після війни служив в 3-й морській бригаді Вільфріда фон Левенфельда. Після демобілізації армії залишений в рейхсмаріне. З жовтня 1937 року — референт ОКМ. З липня 1941 року — командир допоміжного крейсера «Тор», на якому здійснив 2 бойові походи (всього 268 днів у морі), в ході яких потопив 9 кораблів супротивника загальною водотоннажністю 34 670 тонн, а також захопив як приз 3 кораблі (20 917 тонн). Після загибелі корабля 30 листопада 1941 року в Йокогамі (куди він привів захоплене судно «Ункермарк») Гупріх був призначений військово-морським аташе в Токіо. З травня 1943 року — командир допоміжного крейсера «Міхель», з яким потопив ще 3 кораблі водотоннажністю 27 632 тонни. Загинув разом із кораблем за 90 миль від Йокогами.

## Звання
- Фенріх-цур-зее (26 квітня 1917)
- Лейтенант-цур-зее (18 вересня 1918)
- Оберлейтенант-цур-зее (1 квітня 1922)
- Капітан-лейтенант (1 квітня 1929)
- Корветтен-капітан (1 травня 1935)
- Фрегаттен-капітан (1 січня 1939)
- Капітан-цур-зее (1 червня 1940)

## Нагороди
- Залізний хрест 2-го класу (26 серпня 1918)
- Орден Заслуг (Чилі), командорський хрест (10 грудня 1925)
- Почесний хрест ветерана війни з мечами (14 листопада 1934)
- Медаль «За вислугу років у Вермахті» 4-го, 3-го і 2-го класу (18 років; 2 жовтня 1936) — отримав 3 нагороди одночасно.
- Орден військових заслуг (Іспанія), білий дивізіон (21 серпня 1939)
- Медаль «У пам'ять 1 жовтня 1938» (23 вересня 1939)
- Застібка до Залізного хреста 2-го класу
- Залізний хрест 1-го класу
- Хрест Воєнних заслуг 2-го класу з мечами (30 січня 1941)
- Орден Корони Італії, командорський хрест (11 березня 1941)
- Німецький хрест в золоті (11 вересня 1942)
- Орден Священного скарбу 3-го класу (Японська імперія; 19 жовтня 1942)
- Лицарський хрест Залізного хреста (31 грудня 1942)
- Нагрудний знак допоміжних крейсерів (6 січня 1943)